# Alexander Bain (wynalazca)
Alexander Bain (ur. w październiku 1811 w Watten, Szkocja; zm. 2 stycznia 1877 w Glasgow) – szkocki wynalazca i przedsiębiorca, położył podwaliny pod konstrukcje zegarów elektrycznych, udoskonalił telegraf, zaprojektował elektromagnetyczny sposób przesyłania obrazów telegrafem.

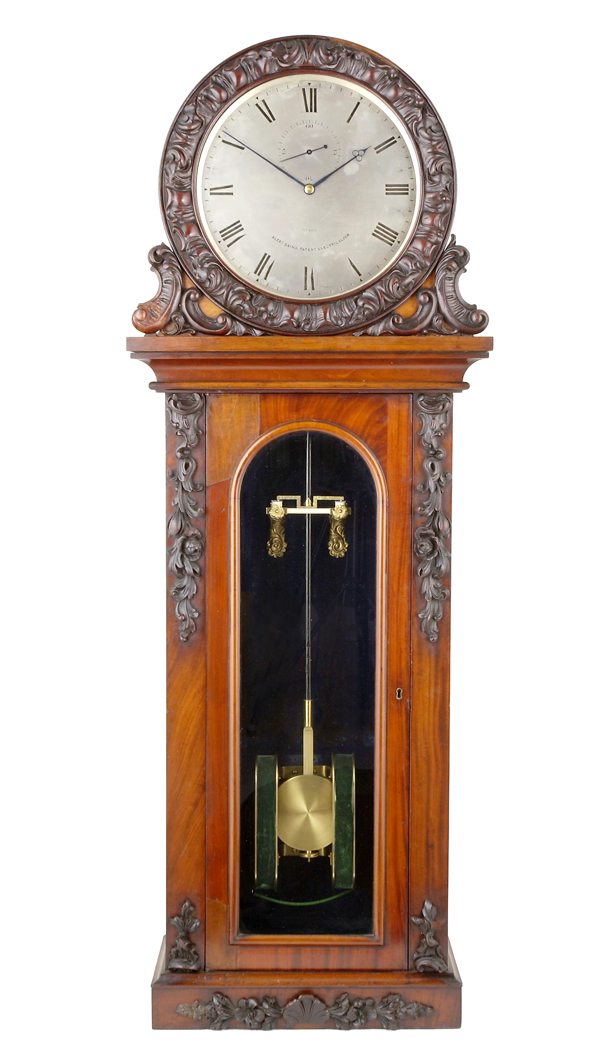
Zegar z wahadłem napędzanym elektromagnetycznie, firmy Alexander Bain, z około 1845 r. W pobliżu boba cewki napędzające wahadło.